# Киянченко Микола Степанович
Микола Степанович Киянченко (нар. 22 березня 1908  — пом. 14 жовтня 1992) — радянський військовий льотчик, Герой Радянського Союзу (1945), у роки німецько-радянської війни штурман 106-го гвардійського винищувального авіаційного полку (11-а гвардійська винищувальна авіаційна дивізія, 2-а повітряна армія, 1-й Український фронт), гвардії майор.

## Біографія
Микола Киянченко народився 22 вересня 1908 в селищі Обухів (нині місто Київської області України) у сім'ї робітника. У 1930 році закінчив технікум зв'язку, працював на радіовузлі в Обухові.
З 1930 року в Червоній Армії. Закінчив школу молодших командирів, служив командиром відділення, взводу і роти зв'язку. Учасник боїв з японцями біля озера Хасан в 1938 році. У 1940 році закінчив Качинську військову авіаційну школу льотчиків. У цьому ж році був призначений заступником командира ескадрильї винищувальної авіації.
З червня 1941 старший політрук М. С. Киянченко на фронтах німецько-радянської війни. Проходив службу у складі 160-го винищувального авіаційного полку, літав на І-16 і ЛаГГ-3. Навесні 1942 року бився на Волховському фронті. На початку листопада 1942 капітан М. С. Киянченко був призначений командиром ескадрильї 5-го Гвардійського винищувального авіаційного полку на Південно-Західному фронті. За 8 місяців ескадрилья, якою командував Микола Киянченко, виконала 517 бойових вильотів, провела 201 повітряний бій, в яких збила 84 літаки противника.
Влітку 1943 року Микола Киянченко брав участь у Курській битві. Несучи великі втрати, ворог поспішав відновити сили за рахунок оперативних резервів і перекидання авіації з інших ділянок фронту і з глибокого тилу. 7 липня складну задачу виконував 5-й Гвардійський винищувальний авіаційний полк, який після дорозвідки завдавав штурмового удару одночасно на трьох аеродромах противника: Рогань, Сокольники і Основа. Найкращими організаторами штурмівок проявили себе командири ескадрилей М. П. Дмитрієв і М. С. Киянченко. У середині липня 1943, уже в званні майора, М. С. Киянченко був призначений заступником командира 106-го Гвардійського винищувального авіаполку на 1-му Українському фронті. Незабаром став штурманом цього полку.
Свій останній повітряний бій провів 28 квітня 1945 в районі Губіна в 60 кілометрах на схід Котбуса. До кінця війни штурман 106-го Гвардійського винищувального авіаційного полку (11-а Гвардійська винищувальна авіаційна дивізія, 2-а повітряна армія, 1-й Український фронт) Гвардії майор М. С. Киянченко здійснив 360 успішних бойових вильотів, в 46 повітряних боях особисто збив 17 і в групі 4 літаки противника.
За зразкове виконання бойових завдань командування, мужність, відвагу і геройство, проявлені в боротьбі з німецько-фашистськими загарбниками, Указом Президії Верховної Ради СРСР від 27 червня 1945 гвардії майор Киянченко Микола Степанович удостоєний звання Героя Радянського Союзу з врученням ордена Леніна і медалі «Золота Зірка» (№ 7649).
Після війни Микола Степанович продовжував служити у ВПС. У 1953 році закінчив Вищі курси удосконалення офіцерського складу.
З 1958 року Гвардії полковник М. С. Киянченко у запасі. Жив у Києві. Працював старшим диспетчером загону Цивільного Повітряного Флоту. З 1983 року – на пенсії. Помер 14 жовтня 1992 року.

## Вшанування пам'яті
Почесний громадянин міста Обухів.